# Acacia densiflora
Acacia densiflora là một loài thực vật có hoa trong họ Đậu. Loài này được Morrison miêu tả khoa học đầu tiên.